# Rodatîci, Horodok
Rodatîci (în ucraineană Родатичі) este localitatea de reședință a comunei Rodatîci din raionul Horodok, regiunea Liov, Ucraina.

## Demografie
Componența lingvistică a localității Rodatîci
     Ucraineană (99,48%)
     Alte limbi (0,52%)
Conform recensământului din 2001, majoritatea populației localității Rodatîci era vorbitoare de ucraineană (99,48%), existând în minoritate și vorbitori de alte limbi.